# Yoshio Kikugawa
Yoshio Kikugawa (菊川 凱夫 Kikugawa Yoshio?) (Shizuoka, 12 de septiembre de 1944-2 de diciembre de 2022) fue un futbolista japonés que se desempeñaba como defensa.

## Biografía
Kikugawa jugó dieciséis veces para la Selección de fútbol de Japón entre 1969 y 1971. Kikugawa fue elegido para integrar la selección nacional de Japón para los Juegos Asiáticos de 1970.

## Trayectoria

### Clubes
| Club              | País  | Año         |
| ----------------- | ----- | ----------- |
| Mitsubishi Motors | Japón | 1968 - 1974 |

### Selección nacional
| Selección | País  | Año         |
| --------- | ----- | ----------- |
| Absoluta  | Japón | 1969 - 1971 |

## Estadística de equipo nacional
| Selección de Japón | Selección de Japón | Selección de Japón |
| Año                | Part.              | Goles              |
| ------------------ | ------------------ | ------------------ |
| 1969               | 2                  | 0                  |
| 1970               | 12                 | 0                  |
| 1971               | 2                  | 0                  |
| Total              | 16                 | 0                  |

## Palmarés

### Títulos nacionales
| Título              | Club              | País  | Año  |
| ------------------- | ----------------- | ----- | ---- |
| Japan Soccer League | Mitsubishi Motors | Japón | 1969 |
| Copa del Emperador  | Mitsubishi Motors | Japón | 1971 |
| Japan Soccer League | Mitsubishi Motors | Japón | 1973 |
| Copa del Emperador  | Mitsubishi Motors | Japón | 1973 |

### Distinciones individuales
| Distinción                  | Año  |
| --------------------------- | ---- |
| Japan Soccer League Best XI | 1969 |